# Pozo de los Frailes
Pozo de los Frailes es una localidad y pedanía española del municipio de Níjar, en la provincia de Almería, dentro del parque natural del Cabo de Gata-Níjar. Está muy próxima a San José.

## Toponimia
El nombre de El Pozo de los Frailes se debe a que las tierras donde se asienta el pueblo perteneció antaño a los frailes dominicos de Almería, que decidieron excavar en esta ubicación un pozo para consumo humano y animal con el fin de colonizar el área.

## Naturaleza

### Geología
El Pozo de los Frailes se asienta sobre un terreno principalmente de andesitas anfibólicas, existiendo dacitas biotíticas en sus alrededores.

## Historia
Desde el fin de la Reconquista se estuvo intentando repoblar la zona con nuevos colonos, aunque los frecuentes ataques de piratas berberiscos dificultaban la tarea, por lo que no se tuvo mucho éxito. La historia de la población comienza en el siglo XVIII, cuando en el contexto de las desamortizaciones estos terrenos, hasta entonces propiedad de los frailes del Convento de Santo Domingo de Almería, pasaron a manos privadas, procediente a la excavación del pozo. Al expandirse un antiguo cortijo dedicado a la agricultura y la ganadería, además de la recolección del esparto y del palmito.
Desde mediados del siglo XIX hasta mediados del siguiente se produjo un pequeño interés por la minería, auspiciado por la pujanza de las cercanas minas de Rodalquilar, extractoras de plomo y plata.

## Geografía humana

### Demografía
Tiene 425 habitantes. Debido al turismo y la gran afluencia de turistas extranjeros, ellos el 66% son españoles, el 14% son italianos, 10% británicos, 6% alemanes y el 4% de otros orígenes.

### Comunicaciones
La única carretera pavimentada que llega al pueblo es la AL-3108, que conecta la cabecera municipal, Níjar, con San José.

### Economía
Históricamente, el principal motor económico de la localidad fue la agricultura, aunque en años recientes se está expandiendo el sector turístico.

## Cultura

### Patrimonio
Civil

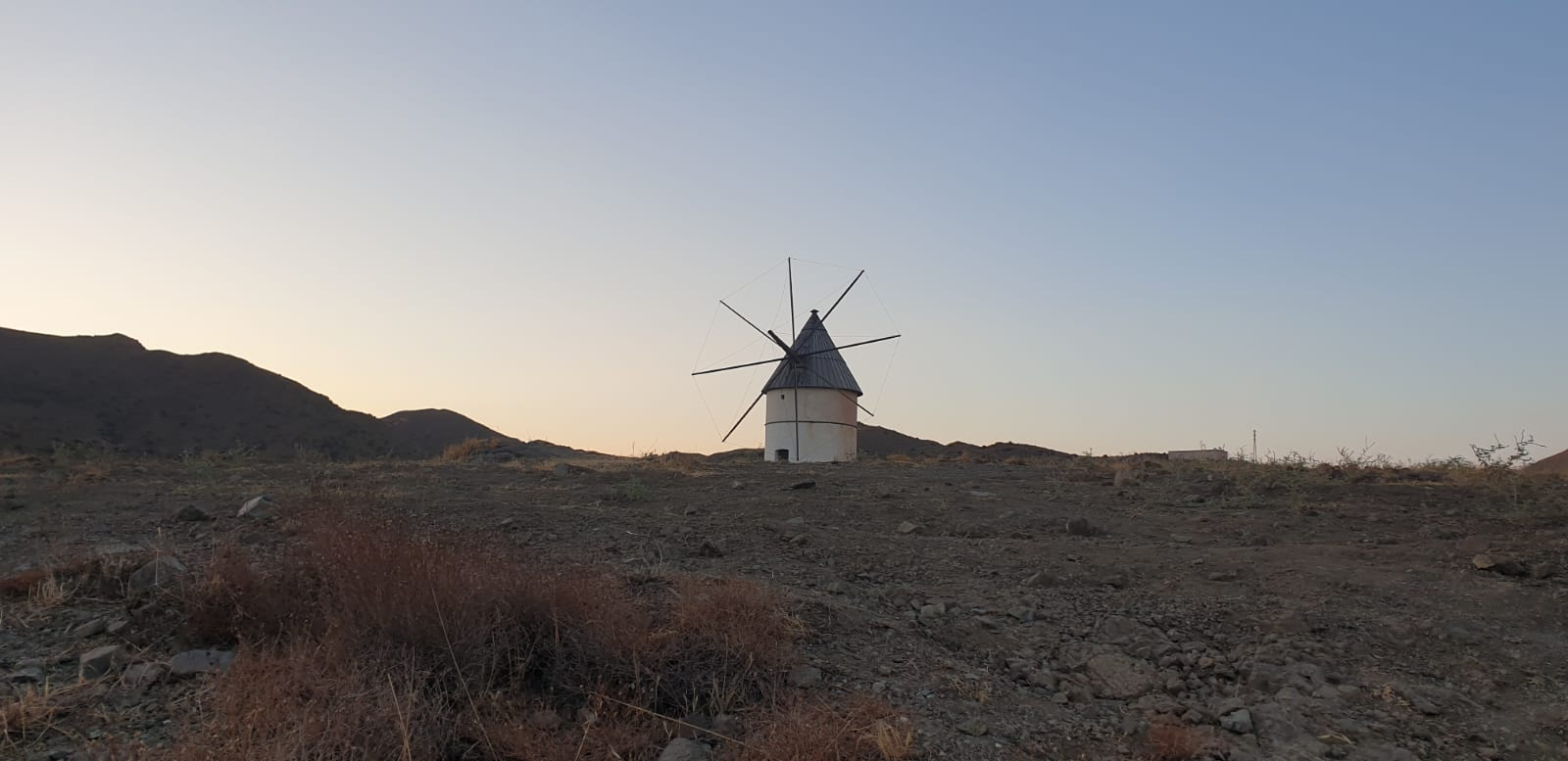
Molino. Sept 2022

El elemento patrimonial más destacado de El Pozo de los Frailes es su noria, datada en el siglo XX, y que se ubicó sobre el pozo ya existente. Su funcionamiento fue siempre de sangre, principalmente a través de mulos o burros, aunque excepcionalmente se usaron bueyes e incluso personas. Junto a él se construyó un lavadero público. El conjunto se mantuvo en funcionamiento hasta 1983.
Al sur del pueblo se puede encontrar un molino de viento, recientemente restaurado.
Religioso

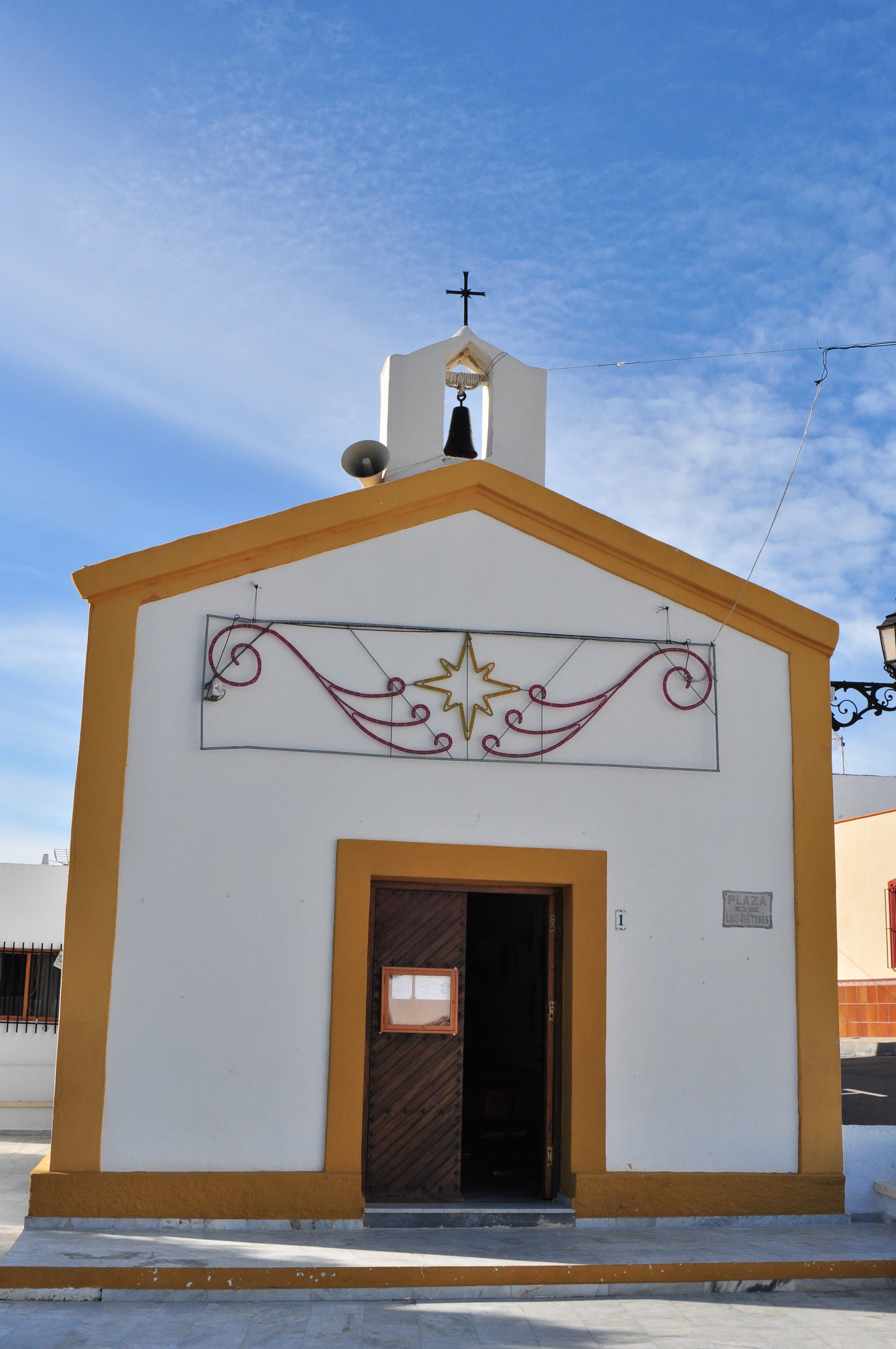
Iglesia de El Pozo de los Frailes

Existe también una pequeña iglesia sita en la zona más antigua de la población.